# Edythe Wright
Edythe „Dee Dee“ Wright (* 16. August 1914 in Bayonne, New Jersey; † 27. Oktober 1965 in Point Pleasant, New Jersey) war eine US-amerikanische Sängerin des Swing, bekannt aus ihrer Zeit 1935 bis 1939 mit dem Tommy-Dorsey-Orchester.

## Leben
Wright ging in New Brunswick zur Schule. 1933 machte sie ihren High-School-Abschluss, und später studierte sie Schauspiel am New Jersey College for Women in New Brunswick. Bei einem Sommeraufenthalt 1935 an der Küste von New Jersey in Sea Girt wurde sie von Bandleader Frank Dailey gebeten, als Sängerin einzuspringen. Dort hörte sie der Agent Tommy Dorseys, der sie später engagierte. Vom September 1935 bis September 1939 sang sie bei Dorsey, mit dem sie viele Aufnahmen machte, im Radio auftrat und auch arrangierte. Mit Dorseys Clambake Seven machte sie ebenfalls Aufnahmen. Manchmal sang sie begleitet vom Vokaltrio Three Esquires (Sänger Jack Leonard, Arrangeur Axel Stordahl, Trompeter Joe Bauer). Es gab häufiger Auseinandersetzungen mit Dorsey, da sie ein ebenso heftiges Temperament hatte. Dorsey zwang sie ihrer Ansicht nach „geschmacklose“ (corny) Songs zu singen, zum Teil mit dem Sänger Arthur „Skeets“ Herfurt. 1939 verließ sie Dorseys Band und wurde dort durch Anita Boyer und dann Connie Haines und Jo Stafford ersetzt. Die gut aussehende, glamouröse Sängerin blieb aber mit vielen Dorsey-Musikern befreundet und soll indirekt so weiter Einfluss auf die Band genommen haben.
Im Zweiten Weltkrieg war sie in Kalifornien. Erst 1950 kehrte sie nach New York bzw. New Jersey zurück. Sie heiratete den Mechaniker John T. Smith und widmete sich Amateur-Theateraufführungen. Sie wohnte in Manasquan in New Jersey und starb an Bauchspeicheldrüsenkrebs.